# One More Night (Maroon-5-Lied)
One More Night (englisch für „Noch eine Nacht“) ist ein Lied der US-amerikanischen Pop-Rock-Band Maroon 5 aus dem Jahr 2012.

## Hintergrund
Das Lied wurde von Maroon-5-Frontmann Adam Levine, zusammen mit Savan Kotecha, Max Martin und Karl Schuster (Shellback), geschrieben beziehungsweise komponiert. Für die Produktion zeichneten Martin und Shellback verantwortlich.
Die Erstveröffentlichung von One More Night erfolgte als Single am 19. Juni 2012 durch die Musiklabels A&M Records und Octone Records. Am 22. Juni 2012 erschien es als Teil von Maroon 5s vierten Studioalbum Overexposed, dessen zweite Singleauskopplung es ist.
Der Song wurde mit einem Schlagzeugsample der Software GarageBand produziert, die von Apple kostenlos zur Verfügung gestellt wird und schon 2007 in dem Song Umbrella von Rihanna Verwendung fand. Die Verwendung des Samples wurde von Dr. Pop in dem Podcast „Auf Knopfdruck zum Welthit“ akustisch nachvollziehbar dokumentiert.

## Musikvideo
Das dazugehörige Musikvideo entstand unter der Regie von Peter Berg und verzeichnete bis August 2023 über eine Milliarde Aufrufe auf YouTube.

## Kommerzieller Erfolg

### Chartplatzierungen
| ChartsChartplatzierungen       | Höchstplatzierung | Wochen |
| ------------------------------ | ----------------- | ------ |
| Deutschland (GfK)              | 17 (25 Wo.)       | 25     |
| Österreich (Ö3)                | 8 (17 Wo.)        | 17     |
| Schweiz (IFPI)                 | 11 (24 Wo.)       | 24     |
| Vereinigte Staaten (Billboard) | 1 (42 Wo.)        | 42     |
| Vereinigtes Königreich (OCC)   | 8 (28 Wo.)        | 28     |

| ChartsJahrescharts (2012)      | Platzierung |
| ------------------------------ | ----------- |
| Vereinigte Staaten (Billboard) | 18          |
| Vereinigtes Königreich (OCC)   | 72          |

| ChartsJahrescharts (2013)      | Platzierung |
| ------------------------------ | ----------- |
| Vereinigte Staaten (Billboard) | 38          |

| ChartsJahrescharts (2010–2019) | Platzierung |
| ------------------------------ | ----------- |
| Vereinigte Staaten (Billboard) | 28          |

### Auszeichnungen für Musikverkäufe
| Land/Region                  | Auszeichnungen für Musikverkäufe (Land/Region, Auszeichnung, Verkäufe) | Verkäufe  |
| ---------------------------- | ---------------------------------------------------------------------- | --------- |
| Australien (ARIA)            | 9× Platin                                                              | 630.000   |
| Brasilien (PMB)              | 2× Diamant                                                             | 500.000   |
| Dänemark (IFPI)              | Gold                                                                   | 15.000    |
| Deutschland (BVMI)           | Gold                                                                   | 150.000   |
| Frankreich (SNEP)            | —                                                                      | 44.600    |
| Italien (FIMI)               | Platin                                                                 | 30.000    |
| Kanada (MC)                  | 6× Platin                                                              | 480.000   |
| Mexiko (AMPROFON)            | 3× Gold                                                                | 90.000    |
| Neuseeland (RMNZ)            | 3× Platin                                                              | 45.000    |
| Schweden (IFPI)              | 2× Platin                                                              | 80.000    |
| Schweiz (IFPI)               | Gold                                                                   | 15.000    |
| Spanien (Promusicae)         | Platin                                                                 | 60.000    |
| Vereinigte Staaten (RIAA)    | 6× Platin                                                              | 6.000.000 |
| Vereinigtes Königreich (BPI) | Platin                                                                 | 600.000   |
| Insgesamt                    | 4× Gold · 30× Platin · 2× Diamant ·                                    | 8.739.600 |

Hauptartikel: Maroon 5/Auszeichnungen für Musikverkäufe